# Intervenció d'Ottaviani
Breu examen crític del Novus Ordo Missæ és la intervenció que els cardenals Alfredo Ottaviani i Antonio Bacci van presentar davant Pau VI el 25 de setembre de 1969. El text va ser escrit sota la direcció de l'arquebisbe Marcel Lefebvre amb altres 12 teòlegs, entre ells Guérard da Lauriers O.P.
El tema de l'anàlisi, dividit en vuit capítols, fou la reforma litúrgica preparada després del Concili Vaticà II. Com s'indica en el títol no seria un examen a fons, però només pretén posar en dubte alguns relleus i punts de forta crítica a la reforma i les seues bases teològiques.
Teològicament, els autors de la reforma reduirien el Sacrifici de la Missa a un "memorial", és a dir, a una simple commemoració o celebració del sacrifici del Calvari, i dilueixen la important presència real de Jesucrist sota les aparences del pa i del vi a una presència només moral. No hi ha una renovació del sacrifici de Crist de forma incruenta sinó una celebració de la Passió, Mort i Resurrecció.